# Johan Jakob De Geer
Johan Jakob De Geer af Finspång, född 19 juli 1785 i Risinge församling, Östergötlands län, död 1 november 1833 i Stockholm, var en svensk friherre och kammarherre.

## Biografi
Johan Jakob De Geer föddes 1785 på Finspångs slott i Risinge församling. Han var son till överkammarherren Jean-Jaques De Geer och grevinnan Fredrika Aurora Taube. De Geer blev 24 september 1795 kadett vid Krigsakademien på Karlberg och slutade där 12 mars 1799. Han blev 29 augusti 1804 kornett vid lätta livdragonerna och tilldelades 1808 till guldmedalj för tapperhet i fält. De Geer blev 29 juni 1809 kammarherre och utnämndes i mars 1816 till riddare av preussiska Johanniterorden. Han blev 30 april 1816 hovmarskalk och 11 maj 1818 riddare av Svärdsorden. De Geer avled 1833 i Stockholm.